# Organismo geneticamente modificato
Un organismo geneticamente modificato (OGM) è un organismo vivente che possiede un patrimonio genetico modificato tramite tecnologia del DNA ricombinante, che consente l'aggiunta, l'eliminazione o la modifica di elementi genici.
Gli OGM trovano applicazioni pratiche nell’alimentazione, nell’industria, nella medicina e nella ricerca scientifica. La manipolazione del DNA di alcune piante come mais, soia e pomodori è utilizzata per ottenere varietà più resistenti ai parassiti e alla siccità.

## Storia

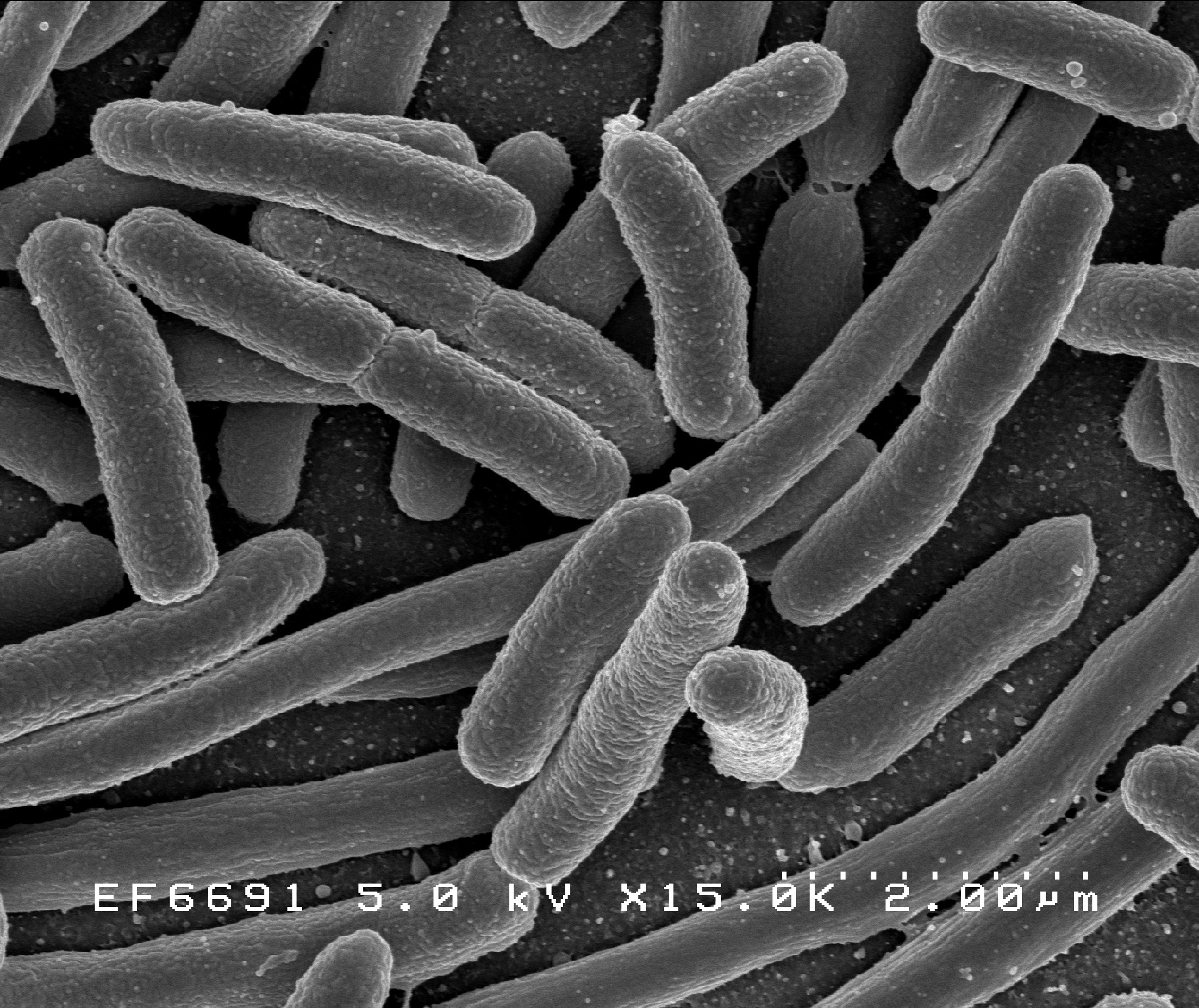
Immagine al microscopio elettronico a scansione di E.coli, il primo batterio modificato tramite tecniche di ingegneria genetica.

Il primo OGM moderno fu ottenuto nel 1973 da Stanley Norman Cohen (School of Medicine, Università di Stanford) ed Herbert Boyer (Università di San Francisco). I due ricercatori, grazie all'uso combinato delle nuove tecniche di biologia molecolare che si stavano sviluppando in diversi laboratori, come l'uso dell'enzima ligasi (1967), degli enzimi di restrizione e della trasformazione batterica (1970-72), riuscirono per primi a clonare un gene di rana all'interno del batterio Escherichia coli, dimostrando che era possibile trasferire materiale genetico da un organismo ad un altro tramite l'utilizzo di vettori plasmidici in grado di autoreplicarsi, abbattendo di fatto le barriere specifiche.
Questi risultati ebbero un impatto tale da indurre la comunità scientifica ad autoimporre nel 1974 una moratoria internazionale sull'uso della tecnica del DNA ricombinante per valutare la nuova tecnologia e i suoi possibili rischi. L'anno successivo fu la conferenza di Asilomar, tenutasi a Pacific Grove (California) a concludere che gli esperimenti sul DNA ricombinante potessero procedere a patto che rispettassero severe linee guida, poi redatte dai National Institutes of Health (NIH) ed accettate dalla comunità scientifica. Queste linee guida, pubblicate per la prima volta nel 1976 e successivamente aggiornate, sono tuttora seguite dai laboratori che effettuano esperimenti di trasformazione genica.
Dal 1976 ad oggi gli OGM sono passati dallo stato di mera possibilità tecnologica ad una realtà. Si sono dovuti attendere infatti solo due anni da Asilomar per avere il primo prodotto ad uso commerciale derivato da un OGM. La Genentech, fondata da Herbert Boyer, è riuscita infatti a produrre attraverso E. coli importanti proteine umane ricombinanti: la somatostatina (1977) e l'insulina (1978), il farmaco biotecnologico più noto, che è stato commercializzato a partire dal 1981. La commercializzazione dell'insulina ha segnato un cambiamento epocale per l'industria del farmaco, aprendo il settore biotecnologico (precedentemente confinato nei laboratori di ricerca) all'industrializzazione, e rivoluzionando il processo di drug discovery e lo sviluppo di nuove terapie non invasive.
Poco dopo lo sviluppo dell'insulina ricombinante, nel 1983 si ebbe negli Stati Uniti la prima battaglia sul rilascio nell'ambiente di organismi geneticamente modificati. Al centro del dibattito la sperimentazione dei cosiddetti batteri ice-minus, una variante di Pseudomonas syringae, incapace di produrre la proteina di superficie che facilita la formazione dei cristalli di ghiaccio. I ricercatori della Advanced Genetic Sciences e della Università di Berkeley svilupparono questa variante allo scopo di introdurla nel terreno per proteggere le piante dal gelo. La richiesta di effettuare esperimenti in campo aperto con questo OGM scatenò una forte contestazione da parte degli ambientalisti. Solo dopo una battaglia legale durata tre anni, nel 1986 i batteri ice-minus furono i primi OGM ad uscire dai laboratori ed essere introdotti nell'ambiente. Pochi anni dopo si scoprì che questa variante esisteva anche in natura e l'azienda detentrice del brevetto, visto il contesto non favorevole agli OGM, decise di proseguire gli esperimenti solo sulla variante naturale. Gli ice-minus ricombinanti non vennero mai commercializzati.
Dopo più di 40 anni dalla Conferenza di Asilomar si conoscono molte delle potenzialità e dei limiti di questa tecnologia e, in molti casi, si dispone dei protocolli di gestione necessari a consentirne una applicazione in sicurezza. In particolare il Protocollo di Cartagena, ratificato nel 2000, si pone come strumento internazionale per la protezione della biodiversità dai possibili rischi derivanti dalla diffusione dei prodotti delle nuove tecnologie.
Ad oggi la tecnica del DNA ricombinante è stata utilizzata non solo per la produzione di nuovi farmaci, ma anche di enzimi per ridurre l'impatto ambientale dell'industria, piante e animali con caratteristiche migliorative in termini di resistenza alla malattie o di performance produttive e ambientali, ma anche organismi quali l'oncotopo, usato nella ricerca sul cancro, che hanno portato con sé importanti quesiti etici oltre ad aver aperto la strada a dispute per l'uso a fini sperimentali o commerciali delle innovazioni scientifiche. La possibilità di brevettare gli OGM ha acceso un forte dibattito sulla proprietà intellettuale delle risorse genetiche del pianeta e sulla liceità di una ricerca e di un'industria che non si ponga anche dei limiti etici o che non sappia mettersi in ascolto delle domande presenti nell'opinione pubblica creando consenso attorno alle proprie iniziative di ricerca e business.
La commercializzazione degli OGM sta conquistando anche altri tipologie di mercati: nel 2003 a Taiwan furono venduti i primi animali OGM a scopo domestico: si trattò di un centinaio di pesci d'acquario resi fluorescenti tramite l'inserimento di geni di medusa, chiamati GloFish. Nel dicembre 2003 la vendita di pesci fluorescenti è stata permessa anche negli Stati Uniti, dopo che la Food and Drug Administration dichiarò la non rilevanza a scopi alimentari di questi pesci, mentre è tuttora vietata la loro introduzione in Europa.

## Descrizione

### Definizione
Con il termine Organismo Geneticamente Modificato (OGM) si intendono solamente gli organismi in cui parte del genoma sia stato modificato tramite le moderne tecniche di ingegneria genetica. Non sono considerati "organismi geneticamente modificati" tutti quegli organismi il cui patrimonio genetico viene modificato a seguito di processi spontanei (modificazioni e trasferimenti di materiale genetico avvengono infatti in natura in molteplici occasioni e tali processi sono all'origine della diversità della vita sulla terra), o indotti dall'uomo tramite altre tecniche che non sono incluse nella definizione data dalla normativa di riferimento (ad esempio con radiazioni ionizzanti o mutageni chimici).
Gli Organismi Geneticamente Modificati vengono spesso indicati come "organismi transgenici": i due termini non sono sinonimi in quanto il termine transgenesi si riferisce all'inserimento, nel genoma di un dato organismo, di geni provenienti da un organismo di specie diversa. Sono invece definiti OGM anche quegli organismi che risultano da modificazioni che non prevedono l'inserimento di alcun gene (sono OGM anche gli organismi dal cui genoma sono stati tolti dei geni), così come gli organismi in cui il materiale genetico inserito proviene da un organismo "donatore" della stessa specie. In questo secondo caso alcuni studiosi parlano di organismi "cisgenici", la tecnica in questione si chiama "miglioramento genetico assistito da marcatori molecolari e la cisgenesi" (MGAMMC), per velocizzare il lento progresso del breeding ed è pronta ad introdurre piante cisgeniche nel mercato.

### Tecniche principali
Ai fini della definizione di OGM data dalla Direttiva 2001/18/CE, sono considerate tecniche che hanno come risultato un organismo geneticamente modificato
1. tecniche di ricombinazione del materiale genetico che comportano la formazione di nuove combinazioni mediante l'utilizzo di un vettore di molecole di DNA, RNA o loro derivati.
2. tecniche che comportano l'introduzione diretta in un organismo di materiale ereditabile preparato al suo esterno, tra cui la macroiniezione e il microincapsulamento;
3. fusione cellulare (inclusa la fusione di protoplasti) o tecniche di ibridazione per la costruzione di cellule vive, che presentano nuove combinazioni di materiale genetico ereditabile, mediante la fusione di due o più cellule, utilizzando metodi non naturali.

Sono esclusi dalla definizione gli organismi ottenuti per mutagenesi o fusione cellulare di cellule vegetali di organismi che possono scambiare materiale genetico anche con metodi di riproduzione tradizionali, a condizione che non comportino l'impiego di molecole di acido nucleico ricombinante.

### Tecniche di miglioramento genetico
La modificazione del genoma degli esseri viventi da parte dell'uomo è una pratica antichissima. Essa può risalire a circa 14 000 anni fa con l'addomesticamento del cane. Le modificazioni genetiche indotte in tal modo sono state però in larga parte inconsapevoli ed è solo a partire dalla prima metà del Novecento che l'uomo ha preso coscienza dell'effetto a livello genetico indotto dai propri programmi di selezione.
I metodi utilizzati tradizionalmente per modificare il patrimonio genetico degli esseri viventi sono essenzialmente due: la mutagenesi e l'incrocio.
La mutagenesi è un fenomeno che è strutturalmente presente, anche se a bassa frequenza, in tutti gli esseri viventi ed è basato sulle imprecisioni o gli errori di replicazione del genoma durante i processi di divisione cellulare. Le mutazioni vengono poi sottoposte a selezione o dall'ambiente o dall'uomo e, se vantaggiose, vengono mantenute nella popolazione. Nei programmi di miglioramento genetico, la frequenza con cui avvengono queste mutazioni viene generalmente amplificata utilizzando radiazioni o agenti chimici mutageni.
Le mutazioni, che possono interessare una singola base del DNA o anche intere porzioni di cromosomi (inserzioni, traslocazioni, duplicazioni e delezioni), hanno portato nel tempo ad evidenti modifiche fenotipiche negli esseri viventi (si pensi alla diversità tra le varie razze canine). L'uomo, nei secoli, ha sfruttato la variabilità prodotta dalle mutazioni (quale ad esempio l'incapacità di perdere i semi da parte della spiga del frumento) per selezionare e costruire molte cultivar e razze animali oggi fondamentali per la sua sopravvivenza.
Un esempio storico di mutazioni indotte dall'uomo ai fini del miglioramento genetico è rappresentato dalla varietà di frumento "Creso", ottenuto per irradiazione dall'ENEA. Esso è stato negli anni ottanta una delle varietà di punta per la produzione di pasta (circa 1 spaghetto su 4) ed è oggi uno dei genitori delle attuali varietà commerciali. Un altro esempio è dato dalla differenza tra mais giallo e mais bianco che è riconducibile alla mutazione di un singolo gene.
L'incrocio è invece una tecnica che permette di unire le caratteristiche presenti in due individui diversi, anche non appartenenti alla medesima specie, grazie al rimescolamento dei loro genomi sfruttando la riproduzione sessuale. In tal modo sono stati prodotti il mulo o il bardotto, ma anche gli ibridi, oggi utilizzati per le produzioni animali e vegetali. Il vantaggio di tale tecnica è la possibilità, una volta identificata fenotipicamente una caratteristica di interesse in una razza o in una varietà (ad esempio la resistenza ad una malattia), di trasferirla in un'altra attraverso incroci mirati.
La differenza sostanziale tra queste due tecniche di miglioramento genetico e l'ingegneria genetica (alla base dello sviluppo degli OGM) sta nella modalità con cui l'uomo induce le modificazioni genetiche. Nel caso della mutazione o dell'incrocio viene infatti effettuata una selezione fenotipica, in base a caratteristiche visibili, all'interno di popolazioni molto grandi (alcune decine di migliaia nelle piante e alcune centinaia negli animali).
Nell'ingegneria genetica invece è possibile "progettare" deterministicamente la modifica genetica da effettuare. Inoltre, una volta ottenuto un certo numero di organismi geneticamente modificati, essendo questi geneticamente distinguibili dagli altri, possono venire selezionati genotipicamente, ovvero in base alle loro caratteristiche genetiche, e non più unicamente fenotipicamente come accade invece per le tecniche tradizionali, per le quali non è possibile conoscere a priori le modificazioni genetiche indotte.

### Nuove tecniche di manipolazione genetica
Nuove tecniche di manipolazione genetica chiamate cisgenesi e genome editing saranno studiate a partire dal 2016 dal CREA Centro di ricerca specializzato del Ministero delle politiche agricole italiano.
Nel 2023, il Decreto Siccità ha autorizzato per la prima volta in Italia la sperimentazione nei campi coltivati delle Tecniche di evoluzione assistita, di fatto equivalenti agli OGM.

## Classi di OGM

### Procarioti
Per inserire nuovi frammenti di DNA negli organismi si usano dei "vettori". I vettori sono generalmente piccole molecole circolari di DNA, i plasmidi, o strutture derivate da virus in grado di immagazzinare materiale genetico.
Sono tre i processi attraverso cui è possibile modificare il genoma batterico.
- La trasformazione batterica è un processo, osservabile in natura, attraverso il quale alcuni procarioti (detti "competenti") sono in grado di ricevere del DNA esterno in grado di produrre nuove caratteristiche di fenotipo. Questo fenomeno fu scoperto nel 1928 da Frederick Griffith ma venne confermato solo nel 1944. La biologia molecolare si è servita dei "batteri competenti" per studiarne i meccanismi. Oggi sono state sviluppate alcune tecniche, per quanto molto empiriche, in grado di rendere "competenti" anche batteri che non lo sono naturalmente. È stato dimostrato, infatti, che l'ingresso di DNA è ampiamente facilitato dalla presenza di certi cationi, come Ca2+, o dall'applicazione di una corrente elettrica (tecnica detta dell'"elettroporazione"). I vettori utilizzati nelle trasformazioni sono essenzialmente plasmidi: in seguito all'ingresso, i plasmidi non si integrano nel genoma, ma rimangono autonomi (in uno stato detto "episomale").
- Nella coniugazione batterica, il DNA è trasferito da un batterio all'altro attraverso un pilum (concettualmente un tubo che può collegare per breve tempo i due batteri). Un plasmide può essere così trasferito da un organismo all'altro. La coniugazione, molto frequente in natura, è poco sfruttata come tecnica di modificazione genetica.
- La trasduzione è infine l'inserimento di materiale genetico nel batterio attraverso un virus batteriofago.

Per inserire il segmento di DNA che codifichi il gene voluto, è necessario conoscere la funzione dei geni su cui si sta operando. Nei batteri, è relativamente semplice identificare la funzione di un gene specifico: i ricercatori a tale scopo sono soliti realizzare dei ceppi batterici cosiddetti knock out. In questi ceppi viene eliminato il DNA relativo al gene d'interesse: osservando le conseguenze sulla vita del batterio, è possibile identificare la funzione del gene stesso.
L'uso di knock out è molto diffuso, non solo per i procarioti. È possibile realizzare knock out in numerosi organismi modello. Il gene responsabile della fibrosi cistica, ad esempio, è stato individuato in topi knock-out: una volta individuato il presunto gene della fibrosi cistica (chiamato CFTR) nell'uomo, i ricercatori hanno individuato l'omologo nel genoma del topo, ne hanno fatto un knock out verificando poi che senza tale gene il topo presentava tutti i sintomi clinici della malattia.

### Piante

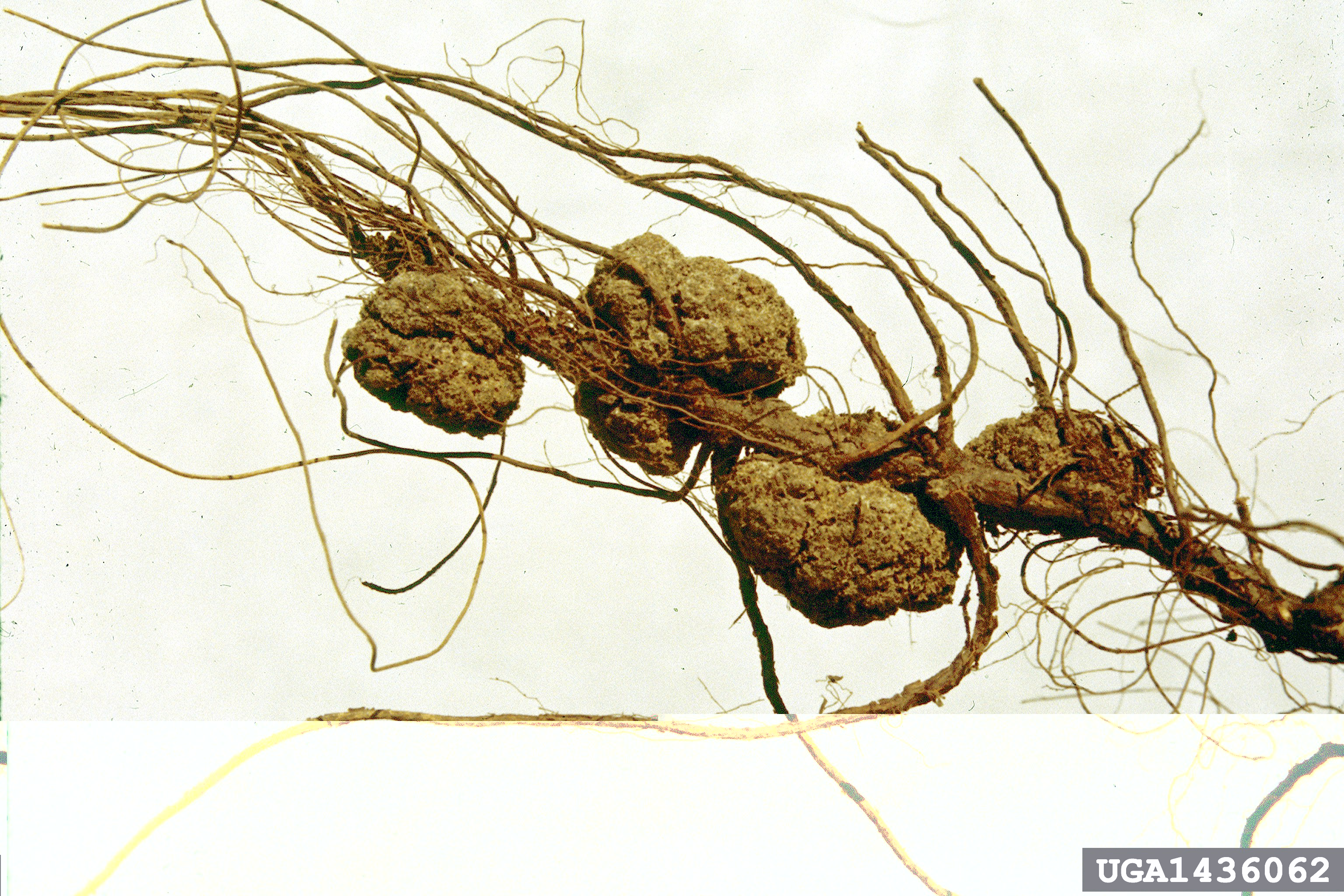
La scorticatura su una radice generata da Agrobacterium tumefaciens.

La principale tecnica di modificazione genetica per le piante è legata alla capacità naturale del batterio Agrobacterium tumefaciens di infettare piante e causare una crescita paragonabile a quella tumorale presente negli animali, tale patologia è nota come "galla del colletto". A. tumefaciens è in grado di infettare la pianta trasferendo una porzione di plasmide (noto come plasmide Ti) che è in grado di integrarsi nel genoma dell'ospite. Il plasmide contiene diversi geni che, una volta "letti" dalla pianta, generano la galla e producono nutrienti (opine) per il batterio consentendone la crescita.
Diversi scienziati, a partire dalla seconda metà degli anni sessanta, hanno contribuito a comprendere il meccanismo e le condizioni attraverso cui tale plasmide viene trasferito ed integrato nel genoma della pianta: tra questi Jeff Schell, Marc Van Montagu, Georges Morel, Mary-Dell Chilton e Jacques Tempé. Grazie a tali scoperte, a partire dal 1983 è stato possibile trasformare le conoscenze biologiche acquisite, in tecniche biotecnologiche e quindi sviluppare versioni del plasmide "disarmate", ovvero senza i geni che davano origine alla malattia, in cui erano invece presenti geni di interesse, permettendo così di produrre le prime piante transgeniche, oggi molto utilizzate per fini di ricerca o agro-alimentari.
Un altro processo largamente utilizzato per produrre piante OGM è il metodo biolistico (anche detto gene gun o particle gun), che permette di "sparare" microproiettili di oro o tungsteno ricoperti di DNA all'interno delle cellule vegetali. Tale metodo è stato utilizzato, ad esempio, per la produzione del più comune cereale OGM, il Mon810.
Le tecniche biolistiche sono spesso utilizzate per piante monocotiledoni, mentre A.tumefaciens ed altri agrobatteri sono utilizzati per modificare dicotiledoni, anche se recentemente sono stati messi a punto ceppi di questo batterio in grado di trasformare anche le monocotiledoni.
Queste tecniche sono in generale complementari e non sostitutive di quelle, più empiriche, già sviluppate all'interno del millenario processo di "umanizzazione" delle piante di interesse agro-alimentare che oggi si trovano sulle nostre tavole: il loro patrimonio genetico ha infatti subito nel corso del tempo modifiche genetiche rilevanti con tecniche convenzionali (oppure, si potrebbe dire, biotecnologie classiche), che hanno dato origine alla stessa agricoltura: selezione artificiale o, più recentemente, l'induzione di mutazioni per mezzo di raggi X o raggi gamma.
Sicuramente i campi in cui le piante transgeniche vengono usate maggiormente a fini sperimentali è quello dei vaccini (sono state prodotte piante con antigeni di tantissimi agenti eziologici di malattie quali ad esempio AIDS, papilloma virus, epatiti, carie dentale, vaiolo), biorisanamento di siti contaminati, genomica funzionale (per scoprire cioè le funzioni di geni e proteine poco conosciute).

### Animali
Diverse tecniche sono utilizzate per la produzione di animali transgenici. Il primo esperimento di successo di transgenesi animale fu ottenuto utilizzando un retrovirus. Questa tecnica si ispira a un fenomeno che avviene in natura: durante le infezioni virali, l'RNA dei retrovirus entra nella cellula dell'animale infetto, viene modificato in DNA e integrato nel genoma dell'ospite. Questa proprietà fa del retrovirus un buon vettore per materiale genetico, anche se questa tecnica presenta alcune limitazioni quali la possibilità di trasferire solo piccoli tratti di DNA (circa 8 Kb) e la possibile integrazione del genoma virale nella cellula ospite. Altri esperimenti hanno usato la transfezione di cellule staminali embrionali o germinali, ma il trasferimento nucleare (la tecnica utilizzata per la produzione della pecora Dolly) associato alla manipolazione in vitro di colture cellulari è attualmente la tecnica più in uso.
Gli scopi principali della transgenesi animale sono i seguenti:
- Produzione di biomedicine.
 Sebbene la produzione di biomolecole da parte di batteri o lieviti sia più economica, queste tecniche presentano alcuni limiti dovuti alle differenze metaboliche delle cellule batteriche rispetto a quelle animali. Per questo motivo si è sviluppato un grande interesse per lo sfruttamento di tecniche di transgenesi per far produrre agli animali grandi quantità di molecole utilizzabili in terapia e prevenzione, quali farmaci, anticorpi o vaccini. La produzione di biomolecole può avvenire attraverso diversi liquidi biologici, di cui quello di più facile sfruttamento sarebbe il latte, che viene prodotto in grandissime quantità. Tra le biomolecole prodotte da animali transgenici già ad uno stadio avanzato di sviluppo (alcune già in fase di approvazione per la vendita negli Stati Uniti) ci sono anticorpi policlonali e lattoferrina prodotti da bovini, fattore antitrombina III prodotto da capre e calcitonina prodotta da coniglie. Alcuni effetti non desiderati sono tuttavia stati riscontrati a volte negli animali impiegati a questi scopi, come per esempio inferiori produzioni di latte o inferiore durata della lattazione e infertilità.

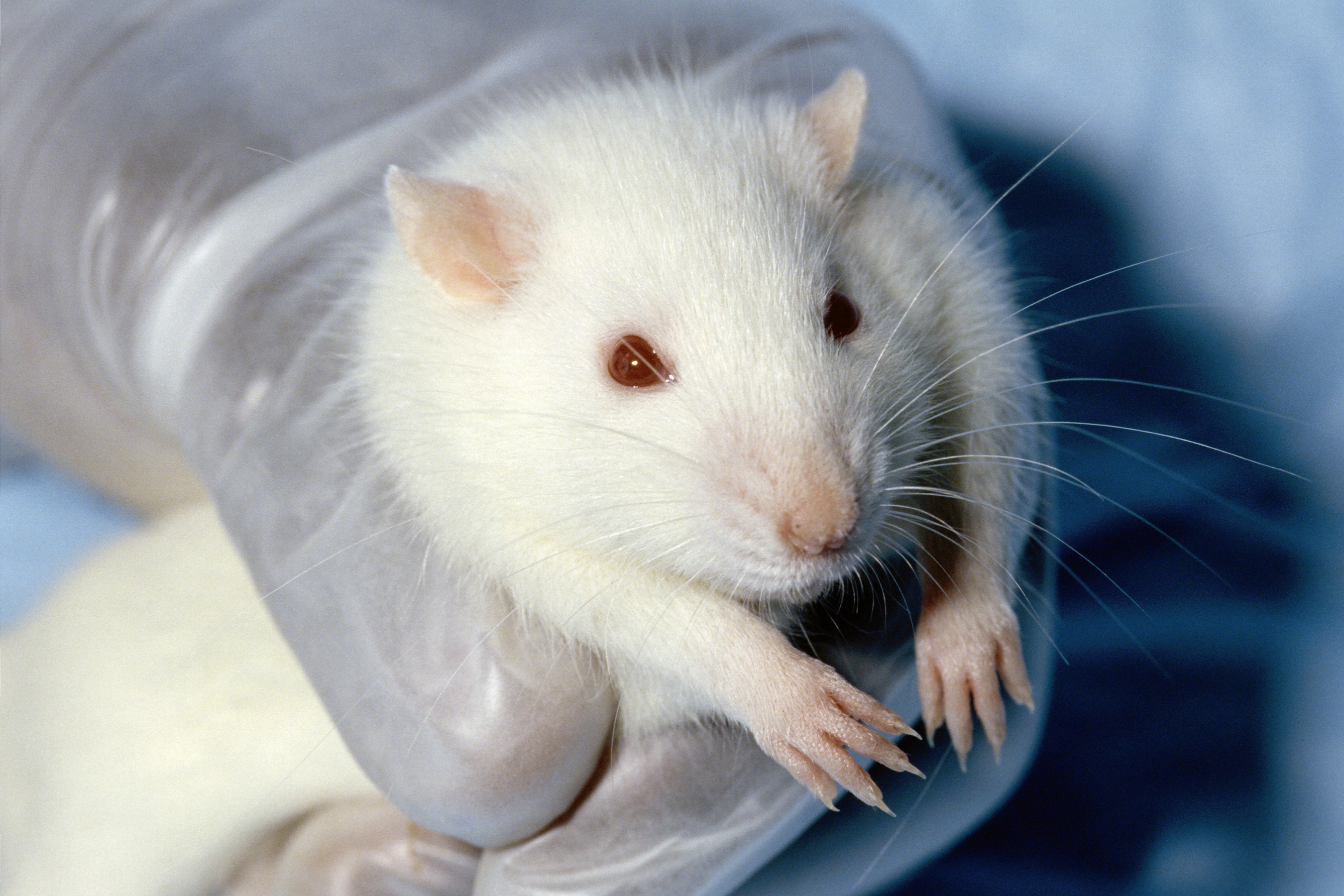
Topi geneticamente modificati possono essere usati per la ricerca sul cancro.

- Modelli per la ricerca su malattie umane.
 Molte malattie hanno un'origine genetica, o hanno nel genoma fattori predisponenti. Lo studio di alcune malattie può essere estremamente facilitato usando modelli animali sperimentali che riproducano alcuni tratti del genoma umano che sono alla base di alcune patologie. L'uso di animali da laboratorio (specialmente topi e ratti) geneticamente modificati è già diffuso per lo studio di una serie di malattie, principalmente il cancro[24].
- Xenotrapianti.
 Uno dei settori di ricerca delle biotecnologie riguarda lo studio di animali che possano essere donatori di organi per xenotrapianti. Gli xenotrapianti sono trapianti di organi da una specie non umana all'uomo, e potrebbero essere una nuova frontiera, considerando che la disponibilità di organi per gli allotrapianti (da uomo a uomo) è sempre inferiore alle richieste. Il suino è considerato la specie più adatta a questo scopo, perché presenta delle somiglianze dal punto di vista anatomico. Il maggiore ostacolo è tuttavia quello immunologico, cioè che l'organismo ricevente rigetti il trapianto producendo anticorpi contro l'organo trapiantato. In questo senso gli approcci transgenici puntano a inibire le reazioni anticorpali responsabili del rigetto[25]. Altri studi hanno invece puntato sul trapianto di cellule o tessuti transgenici, che potrebbero offrire interessanti possibilità per la cura di diverse malattie, ad esempio la malattia di Parkinson[26].
- Miglioramento delle produzioni animali.
Tra le ricerche sulla transgenesi animale, alcune hanno il fine di aumentare la redditività dell'allevamento puntando sulla modificazione genetica volta a migliorare la qualità di alcune produzioni (ad esempio latte, lana), ad aumentare la produzione di carne, la prolificità o la resistenza alle malattie. Un esperimento del 2003 ha dimostrato che è possibile modificare geneticamente le vacche in modo che producano un latte a più alto contenuto in caseina, una proteina importante nel processo di produzione del formaggio[27]. Altri ricercatori hanno studiato, nel topo, la possibilità di produrre un latte a ridotto contenuto in lattosio, che potrebbe essere assunto anche da soggetti intolleranti[28].

## Applicazioni
Gli OGM sono oggi utilizzati principalmente nell'ambito dell'alimentazione, dell'agricoltura, della medicina, della ricerca, e dell'industria.
|  |         | | | | |
|  |         | Agricoltura | Alimentazione | Medicina | Industria |
|  | batteri | - batteri che introdotti nel suolo ne migliorano le caratteristiche (es. batteri azoto-fissatori) o proteggono le piante dal gelo (batteri ice-minus) - insetticidi naturali (ad esempio Bacillus thuringiensis) | - studio e miglioramento di batteri per la produzione di sostanze di uso alimentare come enzimi per il trattamento di cibi                                | - produzione di sostanze medicinali come l'insulina - produzione di farmaci (ad esempio antibiotici, vaccini) | - biorimedi (ad esempio batteri che degradano idrocarburi) - produzione di bioplastiche ed altre sostanze organiche di interesse industriale - produzione di fonti energetiche rinnovabili (ad esempio etanolo, idrogeno) - test sulla potenziale tossicità di sostanze per uso umano (ad esempio Test di Ames)                                                                       |
|  | Miceti  | | - produzione di enzimi usati nell'industria alimentare, miglioramento dei processi di fermentazione (es. produzione della birra)                          | - produzione di farmaci (ad esempio antibiotici, vaccini) | - produzione di svariate sostanze di interesse industriale (ad esempio l'acido lattico o l'acetone) - test sulla potenziale tossicità di sostanze per uso umano (ad esempio Test di Ames) - produzione di fonti energetiche rinnovabili (ad esempio etanolo, idrogeno) |
|  | Piante  | - miglioramento delle pratiche agronomiche: ad esempio piante tolleranti allo stress idrico o salino, colture tolleranti a specifici erbicidi - introduzione di caratteri di resistenza specifica: ad esempio piante resistenti agli insetti o ai virus - produzione di energia: varietà con più elevato potere calorico e minori richieste di input chimici utilizzabili anche su aree marginali | - miglioramenti nelle qualità nutrizionali e organolettiche: es. riso ad elevato contenuto in beta-carotene, pomodoro a maturazione rallentata            | - produzione di farmaci/composti in pianta (molecular farming): produzione a basso costo di sostanze farmaceutiche e chimiche, riduzione degli scarti chimici industriali (ad esempio vaccino contro l'epatite, produzione di amilasi).                                                                                      | - miglioramento delle caratteristiche richieste a livello industriale delle materie prime (es. pioppo con un tasso di lignina inferiore per facilitare il processo di fabbricazione della pasta da carta) - fitodepurazione (ad esempio piante capaci di estrarre metalli quali oro, rame e uranio, piante in grado di degradare il tritolo o di segnalare la presenza di radiazioni) |
|  | Animali | | - produzioni animali con migliori caratteristiche nutrizionali o organolettiche: ad esempio latte con più alto contenuto in caseina, latte senza lattosio | - produzione di farmaci (ad esempio interferone) - modelli per la ricerca su malattie umane (ad esempio l'oncotopo) - metodi diagnostici o terapie come ad esempio la produzione di anticorpi monoclonali (ad esempio a fini oncologici, malattie autoimmuni o infiammatorie) - animali donatori di organi per xenotrapianti | - produzione di proteine eterologhe difficilmente ottenibili da procarioti per via di modifiche postraduzionali tipiche degli eucarioti superiori (ad esempio glicosilazioni, formazione di ponti disolfuro) - sintesi di molecole interessanti per l'industria (ad esempio proteina della ragnatela per la produzione di fibre ultraresistenti)                                      |

### Produzione di OGM

Animazione della struttura a doppia elica del DNA.

Le tecniche per ottenere gli OGM sono relativamente recenti. Oggi sono presenti sul mercato solo OGM che presentano modifiche circoscritte a caratteri di natura mendeliana, ovvero caratteri facilmente controllabili tramite l'inserimento di uno o pochi geni che servono a fornire direttamente una data caratteristica (es. resistenza a una malattia). L'esponenziale aumento di informazioni rese disponibili nell'ultimo decennio dalla genomica consente però di mettere a punto organismi che presentino modifiche genetiche molto complesse su caratteri quantitativi (ad esempio resistenza agli stress, produzione).
Gli OGM vengono ottenuti attraverso l'uso di tecniche di ingegneria genetica che permettono di inserire, all'interno del genoma di un organismo, frammenti di DNA provenienti anche da altri organismi. Il DNA così ottenuto è definito "DNA ricombinante". I frammenti di DNA da inserire vengono estratti dal genoma di origine attraverso l'uso di enzimi di restrizione, che funzionano come vere e proprie forbici molecolari, e inseriti in un vettore ricevente grazie ad un altro enzima: la DNA ligasi.
I vettori possono essere sia piccole molecole circolari di DNA, i plasmidi che possono accogliere frammenti fino a circa 15 000 paia di basi, sia alcune strutture derivate da virus, in grado di contenere quantità maggiori di materiale genetico (fino a circa 70 000 bp).
Esistono inoltre vettori che rappresentano dei veri e propri cromosomi artificiali ad esempio in lievito (noti come YAC, dall'inglese Yeast Artificial Chromosomes) o in batteri (BAC, Bacterial Artificial Chromosomes), che permettono l'inserimento di oltre 300 000 paia di basi – cioè oltre lo 0,01% del genoma di un mammifero.

### Controlli
Per controllare la presenza di OGM all'interno di un prodotto vengono utilizzati 3 tipi differenti di tecnica.
- Analisi delle proteine
- Analisi immunologica
- Analisi del DNA

### Diffusione nel mondo
A livello globale, l'estensione di colture geneticamente modificate, si sono attestate su oltre 125 milioni di ettari nel 2008; essi sono dedicati soprattutto a coltivazioni di soia, mais, cotone, a cui si aggiungono colture di altre specie cerealicole o anche orticole: in totale, si tratta dell'8% della superficie coltivata nel mondo. Al 2014 si stima un aumento di tale superficie a 175,2 milioni di ettari.
La produzione si concentra quasi per intero su 4 colture che, al 2015, coprono il 99% della produzione di agricoltura GMO: soia (50%), grano (30%), cotone (14%), canola (5%).
La diffusione di coltivazioni geneticamente modificate incontra opposizione da parte di aziende i cui interessi sono in contrasto: fra queste vi sono le aziende che producono pesticidi (le maggiori tre per fatturato sono aziende europee) e le aziende della grande distribuzione organizzata (con una forza economica, per fatturato, di 20 volte superiore a quelle del settore biotech e agrofarmaceutico), le cui "logiche di promozione del prodotto [...] non si conciliano con l’uso di piante da OGM".

#### Americhe, Asia, Africa
Oltre la metà delle coltivazioni OGM si trovano negli Stati Uniti (51%) mentre ben l'85% di esse si trovano nel territorio nell'America meridionale e settentrionale. Al 2014, il 90% delle superfici coltivate con OGM appartengono a cinque paesi: Stati Uniti (40%), Brasile (23%), Argentina (14%), Canada (6%), India (6%), mentre il resto del mondo si divide il rimanente 11%.

#### Europa
In alcune nazioni europee come Francia, Spagna, Portogallo, Polonia, Germania, Slovacchia, Repubblica Ceca e Romania è permesso coltivare piante transgeniche, mentre in altre (Austria e Grecia) è vietato. Ancora diversa è la situazione in alcuni paesi, come Italia, Regno Unito, Danimarca, Svezia, Finlandia, Ungheria e Slovenia, dove la legge proibisce la coltivazione di piante OGM ma non la loro importazione.

##### Ucraina
L'Ucraina è il maggiore produttore di grano in Europa e, dal 2013, non è più un Paese OGM-free. Se manca una completa legalizzazione dell'impiego e produzione locale di sementi OGM, dopo due anni dall'eliminazione di varie restrizioni all'impiego di sementi di mais OGM, la quota di sementi OGM è circa il 20% del mercato.

##### Italia
L'Italia rientra tra i paesi che vietano la coltivazione di OGM, ma che, per soddisfare il fabbisogno nazionale di tali prodotti, ne permettono l'importazione da paesi esteri nei quali non esistono vincoli alla coltivazione: questa situazione asimmetrica genera un deficit annuo del settore agricolo italiano stimato in 5 miliardi di euro (dati del 2017). Infatti, l'Italia è un forte importatore di mangimi OGM per il fabbisogno del settore zootecnico: al 2017, l'87% del mangime venduto in Italia è costituito da OGM, tra cui il mais e la soia. Analoga è la situazione del cotone usato per l'abbigliamento, anch'esso costituito, al 2017, per il 70% da cotone OGM.
Per quanto riguarda le restrizioni imposte dal diritto italiano alla coltivazione di piante OGM, la Corte di giustizia europea, il 13 settembre 2017 ha dichiarato ingiustificato il divieto di coltivazione del mais MON 810 previsto dal decreto interministeriale del 12 luglio 2013.
Le importazioni non consistono in cibo destinato direttamente al consumo umano, quanto piuttosto in mais geneticamente modificato per l'allevamento di ovini e suini che entra nella catena alimentare attraverso queste specie animali. La normativa italiana vieta anche l'esecuzione di ricerche con colture OGM in campo aperto, legittimandone l'uso solamente all'interno di serre chiuse.

##### Spagna
Dai primi anni 2000, in Spagna viene coltivato quasi esclusivamente mais OGM.

### Normativa sugli OGM
In molti Paesi del mondo esiste un quadro di riferimento normativo che regola il settore OGM, per garantire la biosicurezza, ossia un utilizzo in rispetto dei necessari livelli di sicurezza ambientale, della salute umana e di quella animale. I principi legislativi di riferimento a livello internazionale in tema di biosicurezza sono contenuti all'interno del Protocollo di Cartagena.
Negli Stati Uniti, la legge HR 933, firmata nel 2013 dal presidente Barack Obama, proibisce ai giudici federali degli Stati Uniti di introdurre un qualsiasi divieto di vendita per OGM.
In Europa il contesto normativo sugli OGM, basato sul principio di precauzione, è oggi costituito dai seguenti testi:
- Direttiva 2001/18/CE[36] che, sostituendo la 90/220/CEE, riscrive le regole base per l'autorizzazione al rilascio nell'ambiente di un nuovo OGM;
- Regolamenti 1829[37] e 1830/2003/CE[38], che regolano l'autorizzazione e l'etichettatura/tracciabilità degli alimenti e dei mangimi (food & feed) costituiti o derivati da OGM;
- Raccomandazione 556/2003[39], che indica le linee guida sulla coesistenza tra colture OGM e convenzionali, cui le norme nazionali e regionali dovrebbero allinearsi.

L'Italia ha recepito la direttiva 2001/18/CE attraverso il decreto legislativo 224/2003.Nel luglio 2013 è stata annunciata la firma di un decreto che proibisce uno dei più diffusi OGM, il mais Monsanto 810. Il decreto, prima della nuova direttiva dell'UE sugli OGM che rimanda agli Stati membri il diritto di limitare o vietare le coltivazioni di OGM, aveva prorogato per 18 mesi il divieto del 12 luglio 2013.

Il 6 febbraio 2015, il Consiglio di Stato ha respinto il ricorso di un agricoltore friulano, Giorgio Fidenato, sostenitore delle colture di mais geneticamente modificato, che chiedeva il permesso di utilizzare questo tipo di sementi. La sentenza ribadiva il divieto italiano di qualsiasi coltivazione di piante e raccolti OGM. La vertenza è stata portata avanti alla Corte di giustizia europea, che, decidendo sul ricorso di Fidenato, il 13 settembre 2017 ha pronunciato una sentenza in cui viene censurato come ingiustificato il divieto di coltivazione del mais MON 810 sancito dal decreto interministeriale del 12 luglio 2013.

## Presunti rischi e controversie
È stato raggiunto un ampio consenso in ambito scientifico nel ritenere che i cibi OGM non presentino rischi maggiori di quanti ne presenti il normale cibo. Non esistono, infatti, studi o report che documentino un qualche danno alla popolazione derivato da cibi OGM. Ciò nonostante, parte dell'opinione pubblica ritiene che gli OGM, in ambito agroalimentare, possano avere potenziali rischi per l'ambiente o per la salute umana e animale.
Fin dai primi esperimenti applicativi di tecniche di ingegneria genetica negli anni settanta, alcuni hanno considerato che, accanto ai potenziali benefici che la nuova tecnica poteva offrire, sarebbero potuti comparire nuovi rischi, difficili da prevedere allo stato delle conoscenze di allora. Già quando l'uso della tecnica era confinato all'ambiente del laboratorio, si temeva, ad esempio, che batteri innocui potessero trasformarsi in microrganismi patogeni pericolosi per l'uomo a causa dell'introduzione in essi di geni che conferissero loro resistenza agli antibiotici, o che li rendessero in grado di produrre tossine, o che li trasformassero in agenti cancerogeni. Quando poi sono state sviluppate piante geneticamente modificate per uso alimentare, si sono ipotizzati alcuni rischi specifici legati al loro potenziale impatto sull'ambiente e sulla salute.
L'OMS e L'EFSA hanno pubblicato vari documenti per valutare il potenziale rischio di allergenicità degli OGM per la possibile presenza di proteine modificate o per la sovraespressione di allergeni alimentari già presenti nelle colture non modificate. L'analisi dello stato raggiunto dalle conoscenze su tali rischi è stata anche oggetto, nel 2010, di una voce di una pubblicazione dell'Istituto dell'Enciclopedia Italiana: in essa, tra le altre cose, si rilevava che, mentre nel settore farmaceutico e industriale gli OGM sono ampiamente accettati, molto meno accettate sono le applicazioni agroalimentari, soprattutto perché i benefici per i consumatori risultano poco evidenti e il relativo dibattito è guidato da motivazioni di carattere commerciale e politico, più che scientifico. È pur vero che rimangono irrisolte alcune questioni di natura scientifica, ma il problema dell'accettazione degli OGM è sicuramente e solo nelle mani della politica, che non ha ancora saputo o voluto affrontare il tema in modo organico e legalmente sostenibile.

### Dibattito sugli OGM
Contro ogni attuale evidenza scientifica, da alcune parti si paventano rischi ambientali e per la salute. Tutti questi diversi presunti elementi di rischio sono al centro di accesi dibattiti che creano spesso forti polarizzazioni all'interno dell'opinione pubblica. Le divergenti valutazioni sul nodo politico che sta dietro le legislazioni riguardanti gli OGM assumono spesso connotazioni di scontro ideologico fra opposte fazioni.
Tra i temi più dibattuti vi sono la legittimità di brevettare sequenze genetiche e gli organismi geneticamente modificati, pratica permessa in gran parte dei paesi sviluppati e impegnati nella ricerca genetica, anche se con diverse limitazioni, e le implicazioni bioetiche legate all'uso di animali ingegnerizzati per fini sperimentali.

### Nuove tecniche genomiche
Nel febbraio 2025 il Consiglio dell'Unione Europea ha raggiunto l'accordo per la regolamentazione delle Nuove tecniche genomiche (Ngt). Il dibattito verte sulla brevettabilità di queste nuove tecniche prevede l'istituzione di un gruppo di esperti incaricato di valutare l'impatto dei brevetti. 
Gli Stati membri sono autorizzati a vietare la coltivazione delle sementi Ngt2 sul loro territorio.
Italia, Francia, Portogallo, Spagna e Paesi Bassi hanno invece sostenuto la deregolamentazionementazione delle aziende di sementi affiliate a Euroseeds.